# معماری اسلامی مغربی
معماری اسلامی مغربی (انگلیسی: Architecture of the Islamic West) یا معماری سرزمین‌های اسلامی غربی (انگلیسی: Architecture of the Western Islamic lands) یا معماری موری (انگلیسی: Moorish architecture) سبکی درون معماری اسلامی است که در جهان اسلام غربی شکل گرفت، از جمله در اندلس (شبه‌جزیره ایبری) و مناطقی که امروزه شامل مراکش، الجزایر و تونس (بخشی از مغرب) می‌شوند. منابع علمی در زمینه معماری اسلامی معمولاً از این سنت معماری با عباراتی مانند «معماری جهان اسلام غربی» یا «معماری سرزمین‌های اسلامی غربی» یاد می‌کنند.
این سنت معماری، تأثیراتی از معماری‌های پیشااسلامی رومی، بیزانسی و ویزیگوت‌ها،  جریان‌های هنری جاری در خاورمیانه اسلامی و همچنین سنت‌های بربرهای شمال آفریقا را در هم آمیخت. مراکز اصلی رشد هنری در پایتخت‌های اصلی امپراتوری‌ها و دولت‌های مسلمان در طول تاریخ این منطقه قرار داشتند، از جمله کوردوبا، قیروان، فاس، مراکش، سویا، گرانادا و تلمسان. در سده‌های هشتم تا دهم میلادی، قیروان و کوردوبا از مهم‌ترین مراکز محسوب می‌شدند. در ادامه، به لطف امپراتوری‌های مرابطون و موحدون ــ که بیشتر مناطق مغرب و اندلس را در قرون یازدهم تا سیزدهم میلادی زیر سلطه داشتند ــ یک سبک منطقه‌ای گسترده‌تر پدید آمد و در سراسر این مناطق رواج یافت. با وجود این، همچنان تفاوت‌هایی میان سبک‌های معماری در ناحیه شرقی‌تر افریقیه (تقریباً منطبق بر تونس امروزی) و سبک مشخص‌تری در مغرب غربی (مراکش و غرب الجزایر کنونی) و اندلس وجود داشت؛ که گاهی با اصطلاحاتی چون «هیسپانو-موری» یا «هیسپانو-مغربی» از آن یاد می‌شود.: viii–ix : ۱۲۱ و ۱۵۵ 
این سبک معماری ویژگی‌های شاخصی را در بر گرفت؛ از جمله قوس نعل‌اسبی، باغ‌های ریاض (باغ‌های حیاطی با تقسیم‌بندی متقارن چهار قسمتی)، مناره‌های مکعبی‌شکل، و نقوش پیچیده هندسی و اسلیمی در چوب، گچ‌بری و کاشی‌کاری (به‌ویژه کاشی‌کاری زلیج). در گذر زمان، استفاده از تزئینات سطحی در این سبک افزایش یافت، در حالی که سنت تمرکز بر فضای داخلی ساختمان‌ها در مقابل نمای بیرونی آن‌ها حفظ شد. برخلاف معماری اسلامی در شرق، معماری اسلامی غربی از طاق‌ها و گنبدهای بزرگ به‌صورت برجسته استفاده نمی‌کرد.: ۱۱ 
حتی پس از پایان حکومت مسلمانان در شبه‌جزیره ایبری، سنت‌های معماری موری در شمال آفریقا ادامه یافت، و در اسپانیا نیز در قالب سبک مودخار ــ که فنون و طراحی‌های موری را برای حامیان مسیحی اقتباس می‌کرد ــ به حیات خود ادامه داد. در الجزایر و تونس، سبک‌های بومی از قرن شانزدهم به بعد تحت تأثیر معماری عثمانی و تغییرات دیگر قرار گرفتند، در حالی که در مراکش، سبک پیشین هیسپانو-مغربی تا دوران مدرن با تأثیرات بیرونی کمتر، تداوم یافت.: ۲۴۳–۲۴۵  در قرن نوزدهم و پس از آن، سبک موری به‌طور گسترده‌ای در قالب معماری نئوموری یا احیای سبک موری در اروپا و آمریکا تقلید شد، از جمله سبک نئومودخار در اسپانیا. برخی منابع علمی، اصطلاح «موری» یا «سبک موری» را بیشتر به این گرایش قرن نوزدهمی در معماری جهان غرب اطلاق می‌کنند.